# Trevor Brooking
Trevor David Brooking (Londres, Inglaterra, 2 de octubre de 1948), es un exfutbolista inglés; también tuvo una breve carrera de entrenador. 
En 1981 y 1999 recibió la Orden del Imperio Británico y fue armado caballero en 2004.

## Clubes
| Club            | País       | Año         | Partidos | Goles |
| West Ham United | Inglaterra | 1967 - 1984 | 528      | 88    |
| Cork City       | Irlanda    | 1985        | 2        | 0     |

- Datos: Q431084
- Multimedia: Trevor Brooking / Q431084